# Александра Манчић
Александра Манчић Милић (Београд, 1961)  српска је књижевница, преводилац, есејиста - теоретичар превођења и виши научни сарадник у Институту за књижевност и уметност у Београду.

## Биографија
Рођена у Београду 1961. године, дипломирала је и магистрирала у групи за Шпански језик и књижевност, на Филолошком факултету у Београду, са темом магистарског рада „Југословенске књижевности српскохрватског језичког подручја у преводу на шпански (1930—1990)“. Докторску тезу „Una aproximación traductológica al problema de la cultura del extranjero“ („Традуктолошки приступ проблему културе странца“) одбранила је на Аутономном универзитету у Мадриду.
Радила је као предавач на Филолошком факултету у Београду (1988—1998) и као гостујући предавач на Аутономном универзитету у Мадриду (1989—1991). 
Учествовала је у оснивању Колегијума за европске језике (1988), огранка Центра за студије културе, удруженог у Алтернативну академску образовну мрежу (AAOM).
Бави се проучавањем проблема превођења и наставе превођења. На AAOM, била је координатор курсева „Односи доминације између култура - Превођење и манипулација“, и „Превођење као процес интеркултурног означавања“ (1999—2000).
Основала је и уређивала библиотеку Превођење и мишљење, у издању AAOM (2000—2005).
У Институту за књижевност и уметност ради од 2008. године. Била је ангажована на пројекту „Савремене књижевне теорије и њихова примена: нове дискурсивне праксе књижевнотеоријских проучавања“ (2008—2010). Од 2011. године, ради на пројекту „Културолошке књижевне теорије и српска књижевна критика“, којим руководи од септембра 2015. 
У оквиру теорије превођења, њена интересовања усмерена су на превод и превођење у светлу идеологије књижевног текста; мисао о превођењу и њен однос према филозофији; међукултурну комуникацију; етику и поетику књижевног превода; развој превођења и мисли о превођењу у српској култури: превођење између српске и медитеранске књижевности (шпанске, француске, италијанске) у рано модерно доба.
Александра Манчић је аутор седам књига о теоријским проблемима превођења и међукултурне размене, као и стотинак стручних текстова. Превела је низ књига са шпанског, француског, италијанског и енглеског језика.
Познате су њене књиге Ветрењаче на језику, дневник превођења Дон Кихота, Ствари које нас превазилазе, Превод и критика као и више превода значајних дела књижевности.
За 2015. годину по одлуци жирија Радио Београд 2 добитник је награде "Никола Милошевић" за најбољу књигу у области филозофије, есејистике и теорије књижевности и уметности за дело: "Ђордано Бруно и комуникација (превођење идеја)".
Члан је удружења књижевних преводилаца Србије од 1994. године.

### Есеји, теорија превођења и критика
- Ветрењаче на језику, дневник превођења Дон Кихота, Службени гласник, Београд,
- Прстом анђела по снегу, Службени гласник, Београд,
- Ствари које нас превазилазе, Трагом превођења корпуса Дионисија Ареопагите, Службени гласник, Београд,
- Превод и критика, Службени гласник, Београд,

### Драме
- Моје тело није обмана маште. Сервантесове вештице, Службени гласник, Београд,

### Преведена проза и романи
- Дон Кихот, дело Мигела де Сервантеса.
- Сабране приче Хулија Кортазара Службени гласник, Београд. 2012.

### Историјско-филозофске студије
- Ђордано Бруно и комуникација. Превођење идеја, Службени гласник. .

### Приређена издања
- Biblioteka Prevođenje i mišljenje, u izdanju AAOM (2000—2005)
- „Odnosi dominacije između kultura – Prevođenje i manipulacija“
- „Prevođenje kao proces interkulturnog označavanja“